# Julián de Medrano
Julián de Medrano, también llamado Julio de Medrano, o Julio Íñiguez de Medrano (n. Estella, ca. siglo XVI) fue un escritor navarro, probablemente residente en la Corte de Margarita de Valois, y expatriado en Francia, que escribió algunas obras en español, entre ellas, la Silva curiosa de Julián de Medrano, cavallero navarro: en que se tratan diversas cosas sotilíssimas, y curiosas, mui convenientes para Damas, y Cavalleros, en toda conversatión virtuosa, y honesta. Dirigida a la muy Alta y Sereníssima Reyna de Navarra su señora..., (París, impresso en Casa de Nicolas CHESNEAU, en la calle de Santiago, a la insignia du Chesne verd, 1583), y perteneciente al género de la miscelánea, libro calificado de marginal, extravagante y casi disparatado, por su editora moderna, Mercedes Alcalá Galán, que, no obstante, llama la atención sobre la última parte del mismo, que es la narrativa de una peregrinación a Santiago y viaje de tono fantástico por el noroeste de España, de gran interés literario y originalidad. El resto de la obra incluye refranes, motes, divisas, cuentos, muchos de ellos tomados de Juan de Timoneda, epitafios de diversos lugares y variadas lenguas, fragmentos de poesía pastoril, y poemas sueltos, la mayoría de ellos, de otros autores, y en diversos idiomas, entre ellos, latín, italiano, francés, portugués o gallego, etcétera. Según se dice al comienzo de la obra, en la dedicatoria a Margarita de Valois, la obra tiene como principal objetivo, la enseñanza de la lengua española. También escribió otra obra, hoy muy rara, y casi olvidada, Historia singular de seis animales, d'el Can, d'el Cavallo, d'el Lobo, d'el Osso, d'el Ciervo y d'el Elefante, también impreso por Nicolás Chesneau, en 1583. Se cree por parte de la mayoría de eruditos, entre ellos Menéndez Pelayo, que el autor plagió parcialmente en esta obra a Luis Pérez, en su obra Del Can y del Caballo, impresa en Valladolid, en 1568.
En lo que se refiere a su vida personal, son pocos los detalles conocidos. Probablemente, fue residente en la corte francesa, donde enseñó español, y según algunos indicios, tomó las armas en favor de Francia contra España en las guerras de finales del siglo XVI. Pudo estar casado con una tal Seréne de Montauban.
Edición moderna de la obra: "La silva curiosa" de Julián de Medrano, estudio y edición crítica de Mercedes Alcalá Galán, New York: Peter Lang, 1998. ISBN 080204759X